# Trachylepis boettgeri
Trachylepis boettgeri es una especie de escincomorfos de la familia Scincidae.

## Distribución geográfica yhábitat
Es endémica de Madagascar. Su rango altitudinal oscila entre 890 y 2000 m s. n. m..